# Geertje Andresen
Geertje Andresen (* 1962 in Husum) ist eine deutsche Tanzwissenschaftlerin, Autorin, Lektorin und Ausstellungskuratorin.

## Leben
Geertje Andresen studierte zunächst an der Hochschule der Künste Berlin Musik, dann Germanistik und Theaterwissenschaft an der Freien Universität Berlin und absolvierte u. a. an der Tanzfabrik Berlin eine Tanzausbildung. Von 1985 bis 1995 war sie wissenschaftliche Mitarbeiterin an der Gedenkstätte Deutscher Widerstand und transkribierte dort u. a. eine Vielzahl von Briefen, Tagebüchern und Kassibern, also geheimen schriftlichen Mitteilungen von Widerstandskämpfern, die von den Nazis inhaftiert waren. 2011 promovierte sie an der FU Berlin bei Gabriele Brandstetter über die geheimdienstgestützte Biographiekonstruktion zu Oda Schottmüller.
Gemeinsam mit Hans Coppi junior gab sie 1999 die Briefe von Harro Schulze-Boysen (1909–1942) aus den Jahren 1915–1942 heraus. Die Publikation erschien unter dem Titel „Dieser Tod passt zu mir“. Harro-Schulze-Boysen – Grenzgänger im Widerstand.
Geertje Andresen publizierte umfangreich zur Tanzgeschichte und zum deutschen Widerstand, darunter auch zur „Roten Kapelle“, einer Bezeichnung, unter der die Geheime Staatspolizei (Gestapo) mehrere kommunistische Widerstandsgruppen gegen das NS-Regime zusammenfasste. 2005 erschien ihre Biographie zu der Tänzerin, Bildhauerin und Nazigegnerin Oda Schottmüller. Die Recherchen wurden dadurch begünstigt, dass die Sammler Susanne und Dieter Kahl auf einem Berliner Flohmarkt einen umfangreichen Teilnachlass Schottmüllers entdeckten, darunter Schulbücher, Arbeitsbücher, Testament, einen handschriftlichen Abschiedsbrief an die Mutter, zahlreiche Tanzfotos und Abbildungen ihrer Skulpturen. Sie erwarben diesen Teilnachlass und stellten ihn dem Deutschen Tanzarchiv in Köln leihweise zur Verfügung. Andresen kuratierte zudem zu Oda Schottmüller eine Ausstellung für das Deutsche Tanzarchiv Köln und die Gedenkstätte Deutscher Widerstand.
Andresen lebt als Autorin und Ausstellungskuratorin in Berlin.

## Veröffentlichungen (Auswahl)

### Monografien
- Oda Schottmüller 1905–1943. Die Tänzerin, Bildhauerin und Nazigegnerin. Lukas-Verlag, Berlin 2005, ISBN 3-936872-58-9.
- Wer war Oda Schottmüller? Zwei Versionen ihrer Biographie und deren Rezeption in der alten Bundesrepublik und in der DDR. (= Studien und Dokumente zu Alltag, Verfolgung und Widerstand im Nationalsozialismus Band 3). Lukas Verlag, Berlin 2012 ISBN 978-3-86732-125-9

### Herausgaben
- Hans Coppi, Geertje Andresen (Hrsg.): Dieser Tod paßt zu mir. Harro Schulze-Boysen – Grenzgänger im Widerstand. Briefe 1915–1942, Aufbau Verlag, Berlin 1999, 447 Seiten, ISBN 3-351-02493-2, überarbeitete und aktualisierte Auflage: Aufbau Taschenbuch Verlag, Berlin 2002, ISBN 3-7466-8093-X.

### Aufsätze
- Yvonne Georgi und Harald Kreutzberg. Zwei Künstler – eine Seele. In: Tanz-Journal. H. 2/2008, S. 10–13.
- Berliner Geschichtswerkstatt (Hrsg.). Widerstand gegen den Nationalsozialismus in Berlin. Selbstverlag, Berlin 2014. Autoren: Geertje Andresen u. a.
- Oda Schottmüller. Der Justizmord an einer Tänzerin im Nationalsozialismus. In: Ballett intern, H. 72, 29. Jg. Nr. 1, Februar 2006, S. 2–5.
- Hanna Berger. In: Die Tänzerin, Bildhauerin, Nazigegnerin Oda Schottmüller 1905–1943. Lukas Verlag, Berlin 2005, S. 144 ff. ISBN 3-936872-58-9.
- Ausdruckstanz im Nationalsozialismus. Von der Weimarer Moderne zur NS-Kulturavantgarde. In: Benz, Wolfgang; Eckel, Peter; Nachama Andreas (Hrsg.): Kunst im NS-Staat. Ideologie, Ästhetik, Protagonisten. Metropol Verlag, Berlin 2015, S. 207–217. ISBN 978-3-86331-264-0.